# 林鳳營
林鳳營，是臺灣臺南市六甲區的一個傳統地域名稱，位於該區西部，台1線以西地區。相較於今日行政區，其範圍大致包括菁埔里北半部、龜港里南部邊界地帶。

## 地名由來
據說「林鳳營」和「六甲」的地名，都是源自鄭成功時代，鄭成功的參軍陳永華至此開荒墾地，就以墾地面積二甲、五甲、六甲等命名；而林鳳營則是明鄭名將林鳳將軍駐軍屯田的地方。
林鳳將軍是福建漳州府龍溪縣人，為延平郡王鄭成功部將，隨鄭成功到臺灣，奉令率兵到曾文溪北方屯田。林鳳就率領他的士兵，至中社、龜仔港、大菁埔一帶，篳路襤褸，慘澹經營，建立聚落，後人就以他的名字做為這裡的地名，稱為：林鳳營庄，就是現在的六甲區中社里、龜港里、菁埔里一帶。明鄭永曆十七年（1663年），荷蘭幫助清廷攻陷廈門，隔年又占據雞籠。後來荷蘭攻打雞籠，林鳳奉鄭經命令驅逐荷蘭人，不幸陣亡，但荷蘭人也敗退。後人為紀念他的功績，把他所開墾的地方叫做「林鳳營」，附近的新營、舊營、五軍營、查畝營等，也都是當年林鳳將軍開墾出來的地方。 
而現今的林鳳營車站這一帶，傳說是林鳳將軍屯田時期的中心位置。

## 交通
交通方面主要依賴林鳳營車站，這座車站創建於1901年（日治時代明治34年），當時用來提供下營、六甲地區的客、貨運輸。現在的站房建造於1933年（昭和8年，民國22年），完全以檜木為建材，設計Y型的支架構造，採用日式的建築格局，各個通廊上方，都有對流氣窗的通風設備。2000年（民國89年）6月隸屬隆田車站，成為甲種簡易站。

### 公車路線
| 大台南公車 |          |      |              |                                  |
| 編號       | 經營業者 | 起站 | 經由         | 迄站                             |
| 黃1        | 新營客運 | 新營 | 柳營         | 六甲（部分班次延駛南藝大）       |
| 黃2        | 新營客運 | 新營 | 柳營、六甲   | 王爺宮（部分班次延駛西口小瑞士） |
| 黃20       | 興南客運 | 麻豆 | 下營、紅毛厝 | 林鳳營火車站                     |

## 教育
- 台南市六甲區林鳳國小 （页面存档备份，存于）

本地的藝術文化最值得一提的是林鳳國小的扯鈴隊。成立於民國七十五年的八月，成軍以來，戰無不勝，攻無不克，已經贏得「扯鈴王國」的美譽。台灣省政府教育廳肯定其訓練成果，特撥款補助興建一座扯鈴資料館，是全國絕無僅有的。
林鳳國小扯鈴隊於民國七十六年，在梁炎泉主任策劃下，獲得當年校長陳建州及家長的支持，先成立男生扯鈴隊，再成立女生隊，七十七年間參加全國比賽連戰連勝，囊括男女童團體、雙人、個人賽冠軍，從此該校扯鈴名聞遐邇。屢屢拿下全國冠軍，並應邀至美國洛杉磯、韓國等地表演，為國爭光；更曾榮獲教育部評選代表國家赴美西，參加舊金山中華體育協會邀請之表演賽。
扯鈴資料館內，展示內容包括：扯鈴史話、淵源介紹、扯鈴的種類、各式各樣扯鈴展覽、傳統與現代扯鈴的製作過程、扯鈴六個基本動作及自創動作圖片、歷年比賽榮譽榜及獎盃獎牌等。

## 治安
- 鳳林派出所

## 農業
- 六甲農會良質米生產工廠 -- 主要生產及販售六甲越光米、赤山米及台梗9號米。

「林鳳營」的人口職業比例，務農和相關產業者佔了百分之八十以上，本地的主要農作物以稻米為主，可分為一期稻米和二期稻米，產量以前者居多；另外，在其它較大宗作物方面還有甘蔗、玉米等。
畜產方面主要有豬、雞、牛和少數的鵝、鴨、羊等。養豬業方面以菁埔和龜仔港兩村居多。本地的乳牛畜養數並不多，登記有案的約莫八至十家，其中比較值得一提的是林鳳營鮮乳牧場。

## 旅遊
- 林鳳營車站（日式木造火車站）
- 蓮花世界
- 九品蓮花生態教育園區 （页面存档备份，存于）

周邊：
- 南元農場 （页面存档备份，存于）
- 烏山頭水庫
- 德元埤荷蘭村（英语：Deyuanpi Holland Village）

## 特產

### 羅李亮冰
在林鳳營車站前雜貨店有一種很特別的冰─「羅李亮冰」（台語發音：摟哩浪冰，羅李亮就是翻譯原台語音而來），它是用當地一種稱作水果王的果實製造而成。吃起來香甜、滑溜、順口，冰裡還有一粒粒的子，邊吃冰邊吐子，另有一番風味。

### 蓮花茶
蓮花茶採用「香水蓮花」，待中午開花交葯（授粉產生「生長激素」）下午當可採花，經「密閉式」烘製而成。無化學添加物。可沖泡熱飲，也可依個人口味加入冰糖攪拌，待冷卻後，放入冰箱冷藏，即成為冰涼解渴的蓮花茶。蓮花茶不但自然香醇，還能養生怡神、美容養顏、促進新陳代謝。

### 土芒果
每年五、六月，174縣道兩旁（火車站到省道）的土芒果樹上長橢圓形的土芒果漸次成熟，由綠轉黃。吃土芒果不需用刀切，徒手一瓣一瓣剝下果皮，鮮黃的果肉香香甜甜，讓人一顆接一顆吃得滿嘴滿手都是土芒果香，非常過癮。

## 外部連結
- google地圖